# Stanley Pranin
Stanley Pranin, född 24 juli 1945, död 7 mars 2017, var en amerikansk aikidoutövare och publicist. Pranin hade graden femte dan inom organisationen Aikikai, en grad han mottog 1983.
Pranin började träna aikidostilen Yoshinkan i Kalifornien år 1962, och gick senare över till Aikikai. Åren 1965 - 1977 undervisade han i aikido på flera olika ställen i Kalifornien. 1974 startade han tidskriften Aiki News, och 1977 flyttade han till Japan där han publicerade sin tidning på två språk, japanska och engelska. Aiki News övergick smångom till Aikido Journal, som idag är en nättidning och bland mycket annat innehåller Pranins egen Encyclopedia of Aikido. Han har skrivit otaliga texter om aikido, Daito ryu och besläktade ämnen. Mer än något annat är han känd som den som forskat i olika skrifter och dokument och lyft fram Morihiro Saito som den som, enligt Pranin, mer än någon annan för aikidons grundares, Morihei Ueshibas aikido, vidare.